# 泰德·基
泰德·基（Ted Key，1912年8月25日—2008年5月3日），美国漫画家和作家，他最有名的作品是漫画《黑兹尔》，这个漫画是关于一个专横的住家女仆。它从1943年至1969年连载于《星期六晚邮报》，直至晚邮报歇业。《黑兹尔》被提取改编为其他版本。基将其改编为情景喜剧电视剧《黑兹尔》，雪莉·布思饰演黑兹尔。基还在1961年到1972年创办了双月刊儿童杂志《迪兹和丽兹》。基还为系列电视动画《波波鹿与飞天鼠》创作了“皮博迪的不可思议的历史”。1977年，基获得了全国漫画家协会报纸版面奖。